# Jaume Baçó

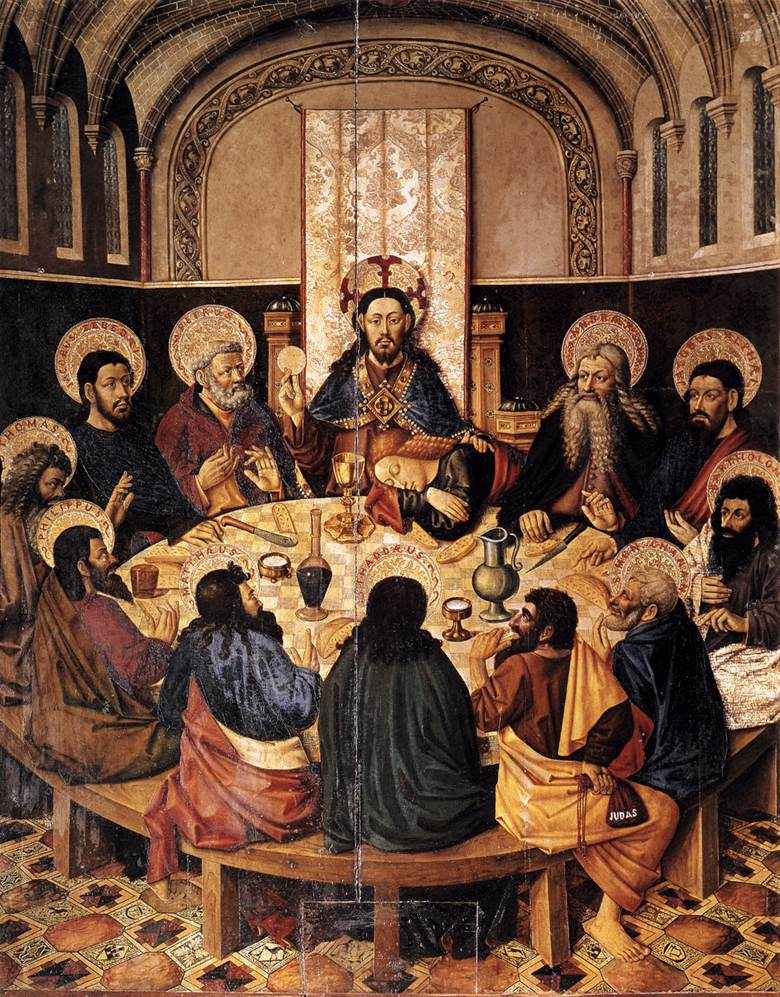
A Última Ceia, c. 1450s, da Catedral de Segorbe

Jaume Baçó também conhecido pelo pseudónimo Jacomart (Valência, 1413 - Valência, 16 de Julho de 1461), foi um pintor espanhol.

## Obras
- retábulo de Catí (1460)
- retábulo de San Martín de Segorb
- tríptico de Santa ana da Colegiadade Játiva
- retábulo  de São Bento